# Nikrasa

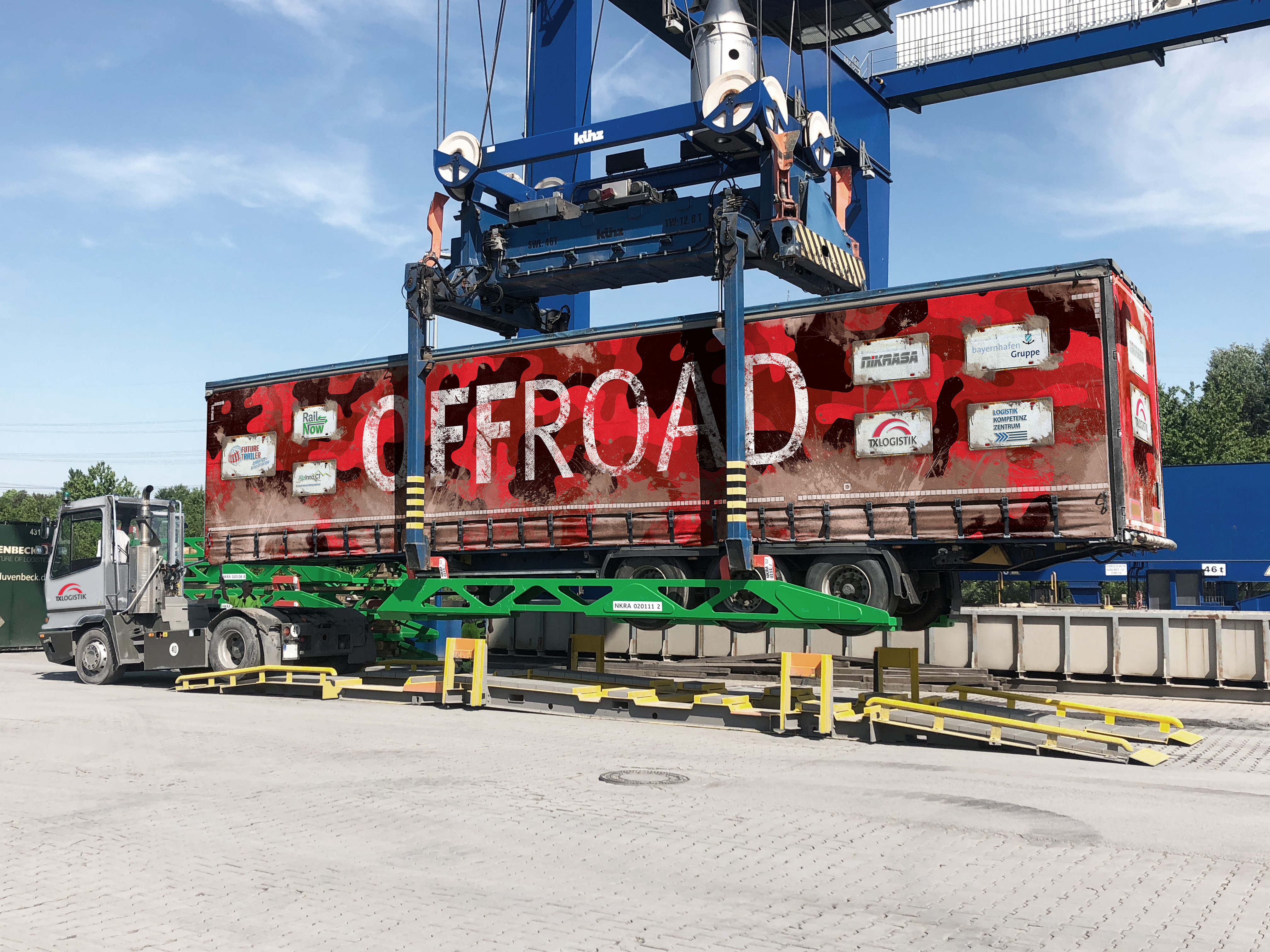
NiKRASA-Komponenten + -Verladeprozess

NiKRASA ist ein vertikales Verladungssystem für den kombinierten Eisenbahnverkehr, welches in Standard-Terminals den Umschlagvorgang von nicht kranbaren Sattelaufliegern (Nikrasa) auf Standard-Taschenwagen vom Typ T300 und T5 ermöglicht. Das neue Umschlagsystem wurde 2014 in einem Projektteam bestehend aus der TX Logistik (TXL), dem Bayernhafen und dem Logistik-Kompetenz-Zentrum Prien (LKZ Prien GmbH) entwickelt.

## Geschichte
Das NiKRASA-System, dessen Patent die Projektgruppe aus TX Logistik, Bayernhafen und dem LKZ Prien hält, wurde nach vierjähriger Entwicklungszeit im September 2014 in den Betrieb überführt. Die Vermarktung erfolgt exklusiv durch TX Logistik, die auch die Systementwicklung finanziert hat. Seit Mitte 2017 gibt es die Version 2.0 von NiKRASA, die sich durch eine wesentlich leichtere Transport-Plattform und durch Anpassung an eine größere Vielfalt von Trailertypen (auch Megatrailer) auszeichnet.

## Umschlagsystem
Das NiKRASA-System besteht aus der Terminal-Plattform und der Transport-Plattform, die zusätzlich in einem normalen Umschlagterminal vorhanden sein müssen.
Die Terminal-Plattform befindet sich auf dem Boden und dient zur Aufnahme der Transport-Plattform. Die Zugmaschine fährt zum Umschlag auf die Terminal-Plattform und positioniert den Trailer mittig auf die Transport-Plattform. Dort befinden sich Greifkanten für das Umschlaggerät. Für den Umschlag und den Transport auf den Taschenwagen bilden der Trailer und die Transport-Plattform eine Einheit, die gemeinsam transportiert wird und die sich somit wie ein kranbarer Trailer verhält. Auf dem Taschenwagen wird die Transport-Plattform so positioniert, dass der Königszapfen des Trailers exakt in den Stützbock passt.

## Vor- und Nachteile
Vorteile
- Der Umschlag erfolgt analog zu bisherigen Standards (Terminal, Umschlaggerät, Taschenwagen) und ist vergleichbar mit dem eines kranbaren Trailers
- Verladung von nichtkranbaren Sattelauflieger – deren Marktanteil sich bei aktuell 85–90 % bewegt (von ca. 1,5 Millionen Sattelaufliegern in Europa sind nur knapp 10 % kodifiziert, also kranbar)
- grundsätzlich ist jeder Trailertyp mit NiKRASA verladbar (klassische Tautliner und Box/FrigoTrailer aber auch Tank- und Bulktrailer)
- Erhöhte Nutzlast (von bis zu 4 Tonnen) gegenüber dem reinen Straßentransport.
- Umrüstungskosten oder die Neuanschaffung intermodaler Trailer sind nicht notwendig
- Einfach schnell und flexible in fast jedem Terminal einsetzbar
- Erhöhung der Auslastung von KV-Zügen durch zusätzliche Mitnahme von NiKRASA-Trailern
- NiKRASA kann bei unpaarigen Verkehren im Wagen verbleiben. In diesem Fall können sowohl kranbare Sattelauflieger als auch Container und Wechselbrücken verladen werden.

Nachteile
- Die Nutzlast des Transportwaggons sinkt durch die Transport-Plattform um bis zu 2,275 Tonnen.
- Geringer zeitlicher Mehraufwand 2–3 Minuten pro Umschlag gegenüber 1–2 bei einem kodifizierten/kranbaren Sattelauflieger

## Konkurrierende Horizontalumschlagsysteme
- CargoBeamer
- FlexiWagon
- Helrom Trailer Rail
- Modalohr

## Strecken
Auf folgenden Strecken ist das Nikrasa-System im Einsatz:
- Padborg–Verona
- Herne–Verona
- Herne–Budapest
- Bettembourg–Triest